# Cheliceroides longipalpis
Cheliceroides longipalpis là một loài nhện trong họ Salticidae.
Loài này thuộc chi Cheliceroides. Cheliceroides longipalpis được Marek Żabka miêu tả năm 1985.